# Komuna e Arrënit
Komuna e Arrënit är en kommun i Albanien.   Den ligger i prefekturen Qarku i Kukësit, i den norra delen av landet, 70 km nordost om huvudstaden Tirana.
Omgivningarna runt Komuna e Arrënit är en mosaik av jordbruksmark och naturlig växtlighet.  Runt Komuna e Arrënit är det ganska tätbefolkat, med 67 invånare per kvadratkilometer.